# Poblado íbero de la Bastida de les Alcusses

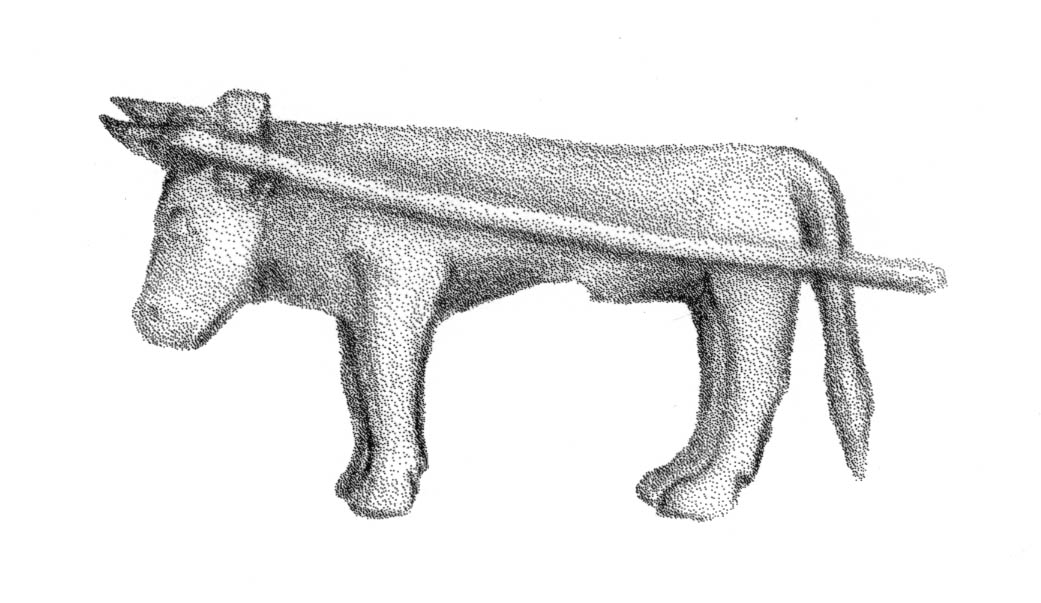
El Bouet de Bastida, imagen del yacimiento.

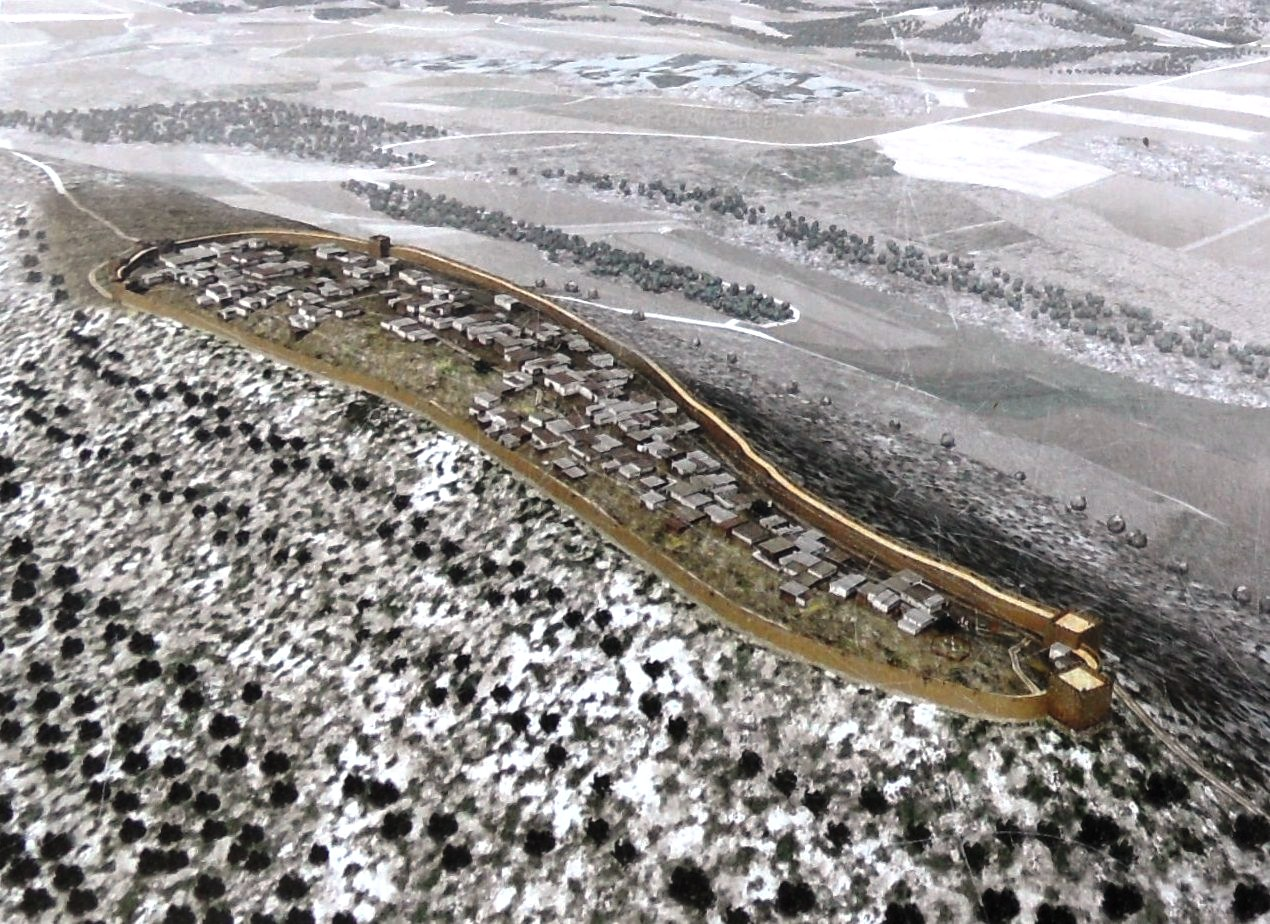
Reproducción ideal del yacimiento.

El poblado íbero de La Bastida de les Alcusses es un asentamiento del siglo IV a. C. ubicado en el extremo suroeste de la Serra Grossa. Está situado en el término de Mogente (provincia de Valencia, España), en la cumbre de un cerro alargado y aislado, a 741 m sobre el nivel del mar. Se accede por la carretera CV-652 Mogente-Fontanares, con acceso señalizado en el km 10,5. Se puede subir en vehículo hasta el aparcamiento del poblado. 
El yacimiento, situado sobre una loma, ocupa una extensión de 650 m de longitud y unos 150 m de anchura. Está a más de 720 m sobre el nivel del mar, y a unos 200 m por encima de las tierras circundantes del Pla de les Alcusses, que es una pequeña meseta elevada por la que se accede y de la cual recibe el nombre. Está considerado como uno de los principales poblados ibéricos de la Comunidad Valenciana. 
El entorno actual del yacimiento es un espacio forestal, con bosque de pino y matorral mediterráneo bajo. Y aunque el cultivo actual de frutales y cereales en el llano ha transformado muchas parcelas, todavía se puede apreciar un paisaje marcado, fundamentalmente, por el ritmo tradicional de las labores agrícolas al no existir un fuerte impacto de construcciones modernas.

## Historia de la investigación

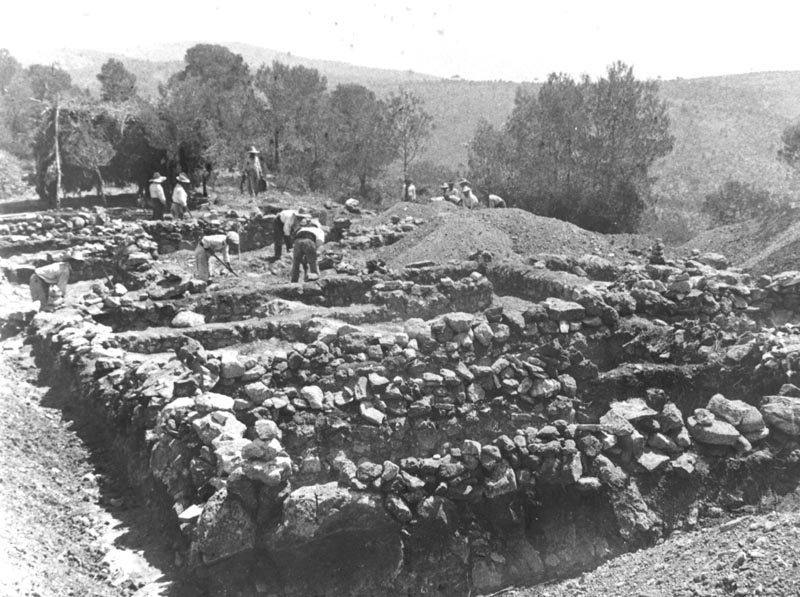
Excavaciones en Bastida de les Alcusses de 1928

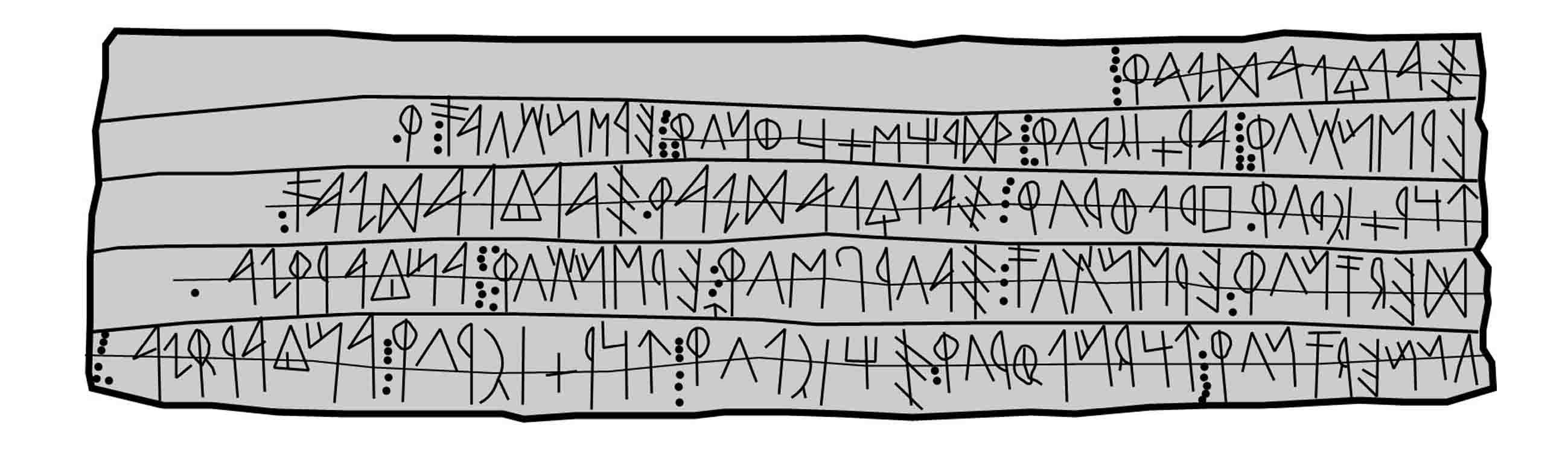
Cara A del plomo I de La Bastida

Desde 1909 se conocía la existencia del yacimiento, descubierto por Luis Tortosa, pero las primeras excavaciones arqueológicas en este yacimiento no empezaron hasta 1928, a propuesta del recién creado Servicio de Investigación Prehistórica y Museo de Prehistoria de la Diputación de Valencia. Debido al buen estado de conservación se consideró un buen punto de partida para iniciar las investigaciones del Museo, y entre 1928 y 1931 se realizaron cuatro campañas de excavación enormemente fructíferas. 
Se descubrieron 250 departamentos y se hallaron piezas muy destacadas como el conocido Guerrero de Mogente, pequeñas planchas de plomo escritas en ibérico, armas o adornos que comenzaron a dar justa fama al yacimiento. Hasta tal punto fueron destacables aquellas excavaciones y sus resultados que la prensa llegó a denominar el yacimiento como la “nueva Pompeya”. 
Durante aquellos cuatro años se excavó solo una mínima parte del poblado. Desde 1990 el Museo de Prehistoria de Valencia ha retomado los trabajos en el yacimiento con un proyecto de excavaciones, puesta en valor y actividades didácticas. Hoy en día el yacimiento puede ser visitado y cuenta con un servicio de guías.
Un importante documento es la inscripción sobre plomo, de 180 x 40 mm, con 1 mm de grosor, hallada en las excavaciones de 1928 en el departamento 48, enrollada bajo una piedra de molino. La lámina está escrita por las dos caras en escritura ibérica suroriental (también conocida como meridional) y es aparentemente un documento contable que contine fundamentalmente registros con nombres de personas asociados a cantidades, algunos de los cuales aparecen cancelados.

## El sistema defensivo

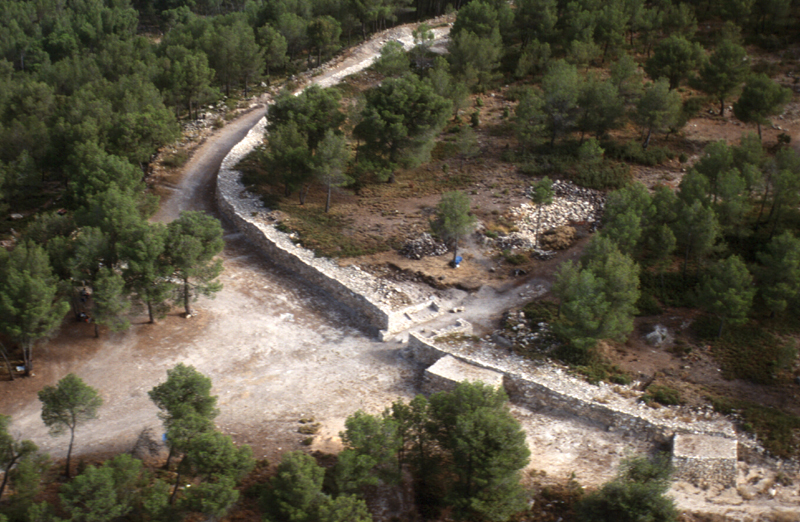
Muralla y Puerta Oeste del poblado

La Bastida es un poblado de 3’5 hectáreas con una muralla de más de tres metros de anchura en las zonas más accesibles, y por tanto más vulnerables. Además hay dos torres adosadas a la muralla para mejorar la defensa. Existe otro recinto más estrecho situado en la parte más accesible del poblado, en la zona oriental, que está inacabado y que debió realizarse para reforzar el control de los accesos. Este segundo recinto define un espacio de 1,5 hectáreas. 
Cuatro puertas daban acceso al poblado. Hay tres puertas en el sector occidental y una en el extremo oriental. Todas ellas son construcciones cerradas por su parte superior y con bancos corridos en los laterales, posiblemente como puestos de guardia o espacios para el control de mercancías. 
Estas construcciones protegían los dos batientes de madera, que estaban formados por varias tablas unidas por pletinas de hierro. La anchura de los accesos oscila entre los 150 cm de la Puerta Este y los 250 cm de las puertas Norte, Oeste y Sur. Dos de ellas, la Puerta Norte y la Sur estaban tapiadas en el momento de la destrucción del poblado. Tanto las puertas como la muralla conservan actualmente un zócalo de mampostería, pero en su día el alzado estaba hecho de adobes. Además, un adarve permitía la circulación por la muralla, las torres y las puertas.

## El urbanismo y la arquitectura doméstica

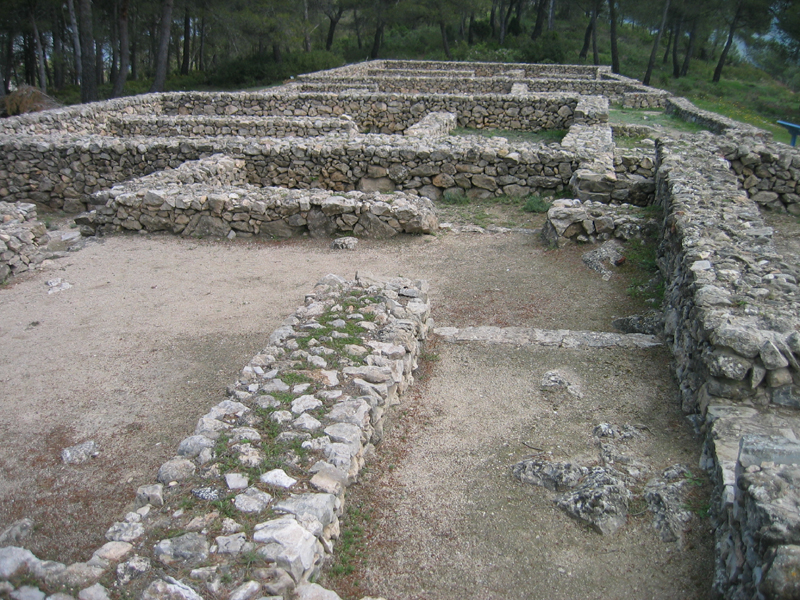
Sistema urbano

La organización de las construcciones está estructurada a lo largo de una calle central que, de oeste a este, cruza todo el poblado. Otras calles perpendiculares a esta organizan espacios laterales y espacios sin construcciones a modo de plazas. 
Las casas eran de diversos tamaños (entre 70 y 150 m²) y estaban formadas por varias habitaciones y algunas tenían incluso patios. La arquitectura emplea los mismos elementos que los utilizados en la muralla y las puertas. Los muros eran de adobes –que son ladrillos hechos de barro y paja y secados al sol- sobre un zócalo o base de piedras; después todas las fachadas y los espacios interiores eran encalados y, a veces, pintados. Las casas tenían una sola planta y los techos, que eran planos con leves pendientes para facilitar el desagüe, eran también accesibles para otro tipo de actividades.
La parte central de cada casa estaba formada por el hogar, centro de reunión y símbolo de la vida en familia. En las despensas de las casas se almacenaban y conservaban los productos cultivados y, además, se realizaban todo tipo de actividades como la molienda e incluso otras tareas más específicas como el trabajo del metal y el tejido junto a diversas labores artesanas.

## El sustento cotidiano: tareas agrícolas e intercambios

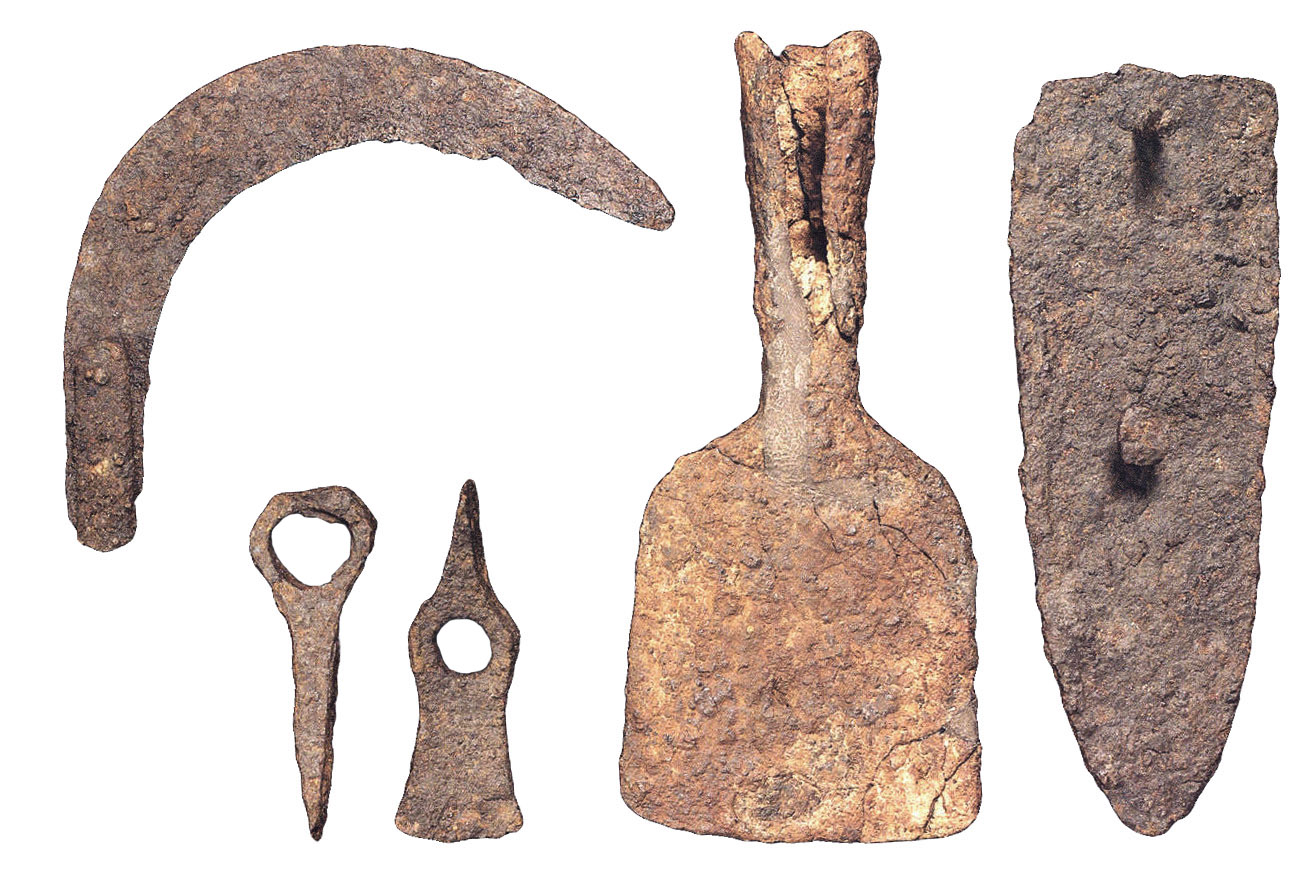
Instrumental agrícola de la Bastida de les Alcusses

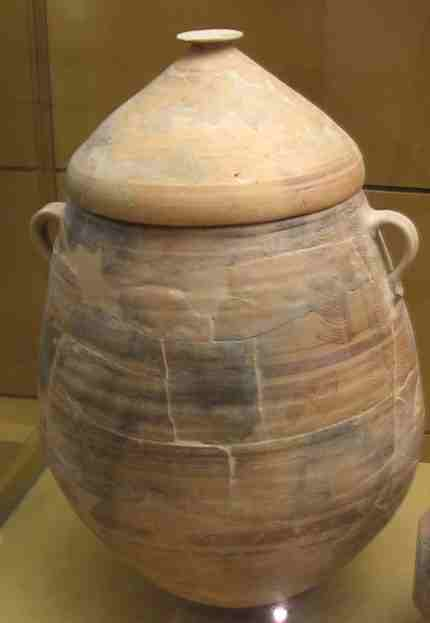
Vaso de cerámica ibérica de la Bastida de les Alcusses

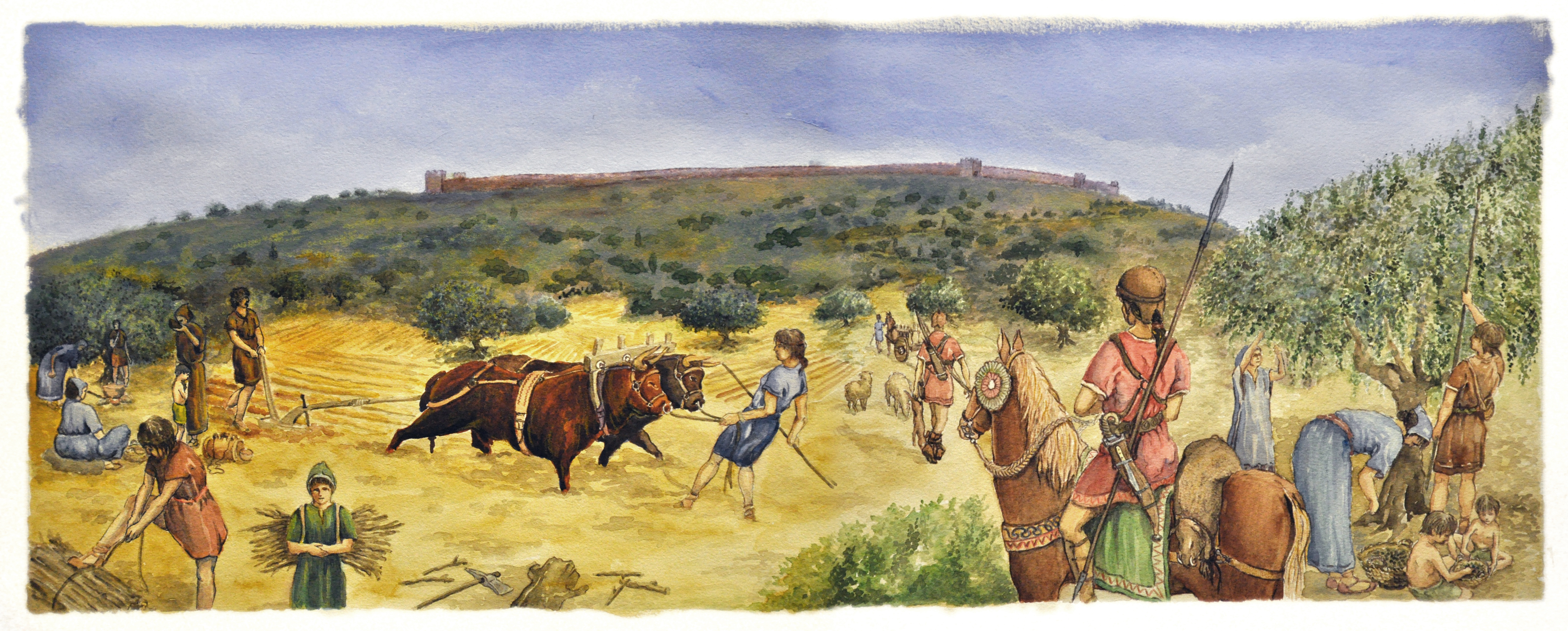
Agricultura en la Bastida.

Las tareas agrícolas y ganaderas eran parte fundamental para el sustento cotidiano. Los principales cultivos eran los cereales de secano -cebada, trigo y mijo- y las leguminosas –habas y guisantes- a los que se sumaba el cultivo de frutales como el olivo, la viña, el almendro y la higuera. Estos cultivos se realizaban con arados de madera reforzados con piezas de hierro que llamamos rejas, que han sido recuperado en un buen número en las casas de la Bastida. Ello permitía extraer mucho rendimiento al trabajar zonas de tierras duras o difíciles. Otras herramientas agrícolas presentes en las casas son podones, hoces, legones y arrejadas, que en conjunto ofrecen la mejor y más completa colección de aperos agrícolas de época prerromana conocidos hasta ahora en España. 
La cabaña ganadera estaba formada, sobre todo, por cabras y ovejas y en menor medida, bueyes y cerdos de los que se extraía leche, lana y cuero y fuerza para el cultivo con arados y el transporte en carros. Además, no debemos olvidar, tampoco, la carne de estos animales para consumir a la que se añadía la de los animales silvestres cazados, que eran el conejo, la liebre, el ciervo, la cabra montés y el jabalí. Se han hallado, también, anzuelos lo que nos indica que la pesca en el cercano río Canyoles fue un recurso también aprovechado.
Junto a todo ello las actividades comerciales y los intercambios ocupan, también, un lugar destacado en la economía de este poblado. En la Bastida se han hallado juegos de pesas y balanzas de precisión, sin duda utilizados para transacciones y cuentas relacionadas, quizás, con el intercambio de pequeños lingotes de plata obtenidos mediante procesos de copelación de plomo argentífero.
En relación con los intercambios también sabemos que al poblado llegaban productos de varios puntos del Mediterráneo: desde el Estrecho de Gibraltar llegaban ánforas que contenían productos derivados de la pesca y salazones, y desde Atenas se transportaba vajilla de mesa -platos y copas para beber- empleados por los iberos junto a sus propias vajillas. Muchas de estas piezas eran, a veces, imitadas por los alfareros iberos como muestra de su interés por ellas.

## La estructura social

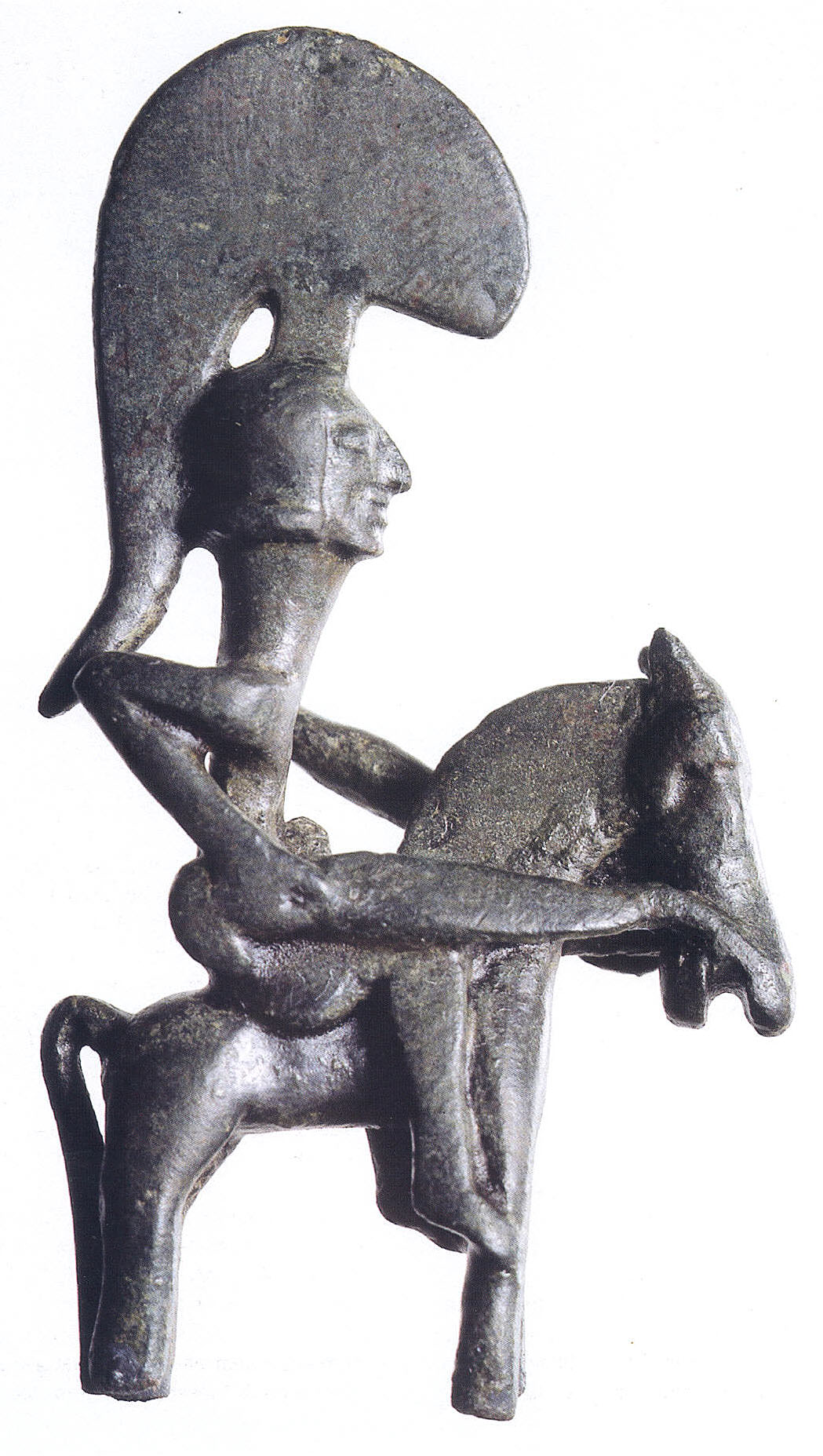
Guerrero de Mogente (7,3 cm) descubierto en 1931 por el obrero Vicente Espí, en el departamento 218.

Los trabajos y tareas realizadas define a los grupos que habitaron la Bastida. Campesinado, comerciantes y artesanado convivían con otros grupos cuya actividad más visible es la guerra. Los guerreros más destacados debieron ser caballeros como el de la conocida figura de bronce del Guerrero de Mogente. En esta pieza un hombre desnudo es representado con los elementos específicos de la clase dominante: las armas y el caballo. En una mano empuña la espada, que se denomina falcata, y en la otra el escudo redondo, que se llama caetra, pero destaca, sobre todo, el casco con gran penacho, todo un símbolo del poder. Junto a estos guerreros hubo otros infantes armados con lanzas y escudos.
Junto a los guerreros las mujeres de rango tendrían a su cargo la administración de las casas y, quizás, de las tierras. Paralelamente, una de las actividades cotidianas de las mujeres de rango es el tejido, que conocemos, sobre todo, por las fusayolas y las numerosas pesas de telares encontradas en las casas.

## La destrucción del poblado y su abandono
El asentamiento tuvo una vida muy corta, pues se fundó y se destruyó en torno al 330 a. C. Así pues, el poblado solo estuvo habitado el curso de unas tres o cuatro generaciones. Estas fechas se han obtenido gracias al completo repertorio de importaciones griegas de barniz negro que ofrecen cronologías muy precisas. 
Las dos puertas de entrada tapiadas, los restos de incendios, las numerosas armas, joyas y adornos personales en las calles... todo indican que se produjo un abandono rápido y forzado del lugar. 
La causas de su destrucción todavía son dudosas y controvertidas, pero deben ser puestas en relación con las actividades y conflictos entre los propios grupos ibéricos, bien de la zona o bien de otras áreas más amplios, que incluirían la meseta castellana, la zona de la Hoya de Alcoy y el Condado de Cocentaina o el valle del Vinalopó. No olvidemos que estamos en un área con muchos asentamientos ibéricos, y que es una zona con pasos naturales entre el interior y la costa y que se buscó su control y el dominio de las tierras de cultivo.

## Horarios y visitas

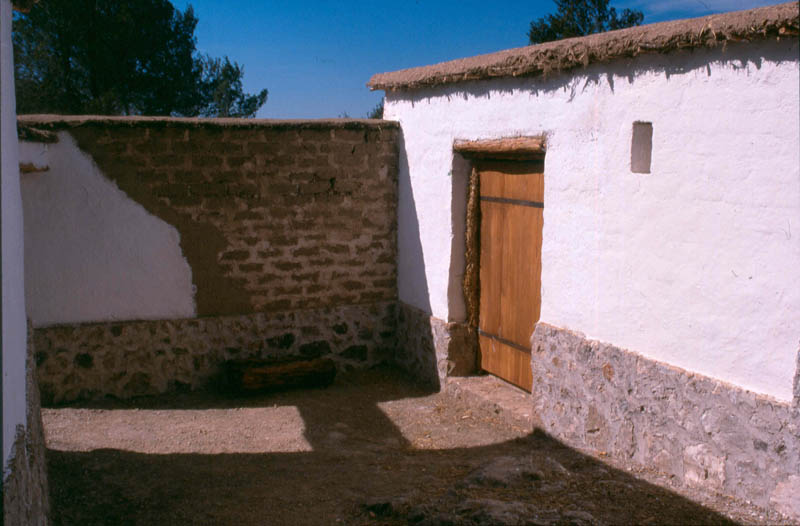
Uno de los principales recursos didácticos del yacimiento es la reconstrucción de una casa ibérica.

El Museo de Mogente y el poblado de la Bastida de les Alcusses son visitables todo el año. En el yacimiento hay un servicio de guías y puede ser visitado siguiendo un recorrido con paneles explicativos. 
Además, se ha reconstruido a escala natural una casa utilizando las técnicas y materiales ibéricos, de modo que se puede apreciar como estaban construidas estas casas y se observan los objetos y las actividades características de las personas que allí vivieron. Además, en una visita al Museo de Prehistoria de Valencia se puede admirar una selección de los mejores objetos encontrados en la Bastida.
Entrada gratuita. Abierto de martes a domingo, de 10 a 14 h y de 16 a 18 h en invierno y de 18 a 20 h en verano.